# دارلين غلوريا
دارلين غلوريا (بالبرتغالية: Darlene Glória‏) هي ممثلة برازيلية، ولدت في 20 مارس 1943 في São José do Calçado ‏ في البرازيل.

## وصلات خارجية
- دارلين غلوريا على موقع IMDb (الإنجليزية)
- دارلين غلوريا على موقع قاعدة بيانات الفيلم (الإنجليزية)